# Brunei
Sultanatet Brunei, også kaldet Brunei Darussalam, er et olierigt land beliggende på øen Borneo i Sydøstasien. Bortset fra kystlinjen mod det Sydkinesiske Hav er landet helt omgivet af det østlige Malaysia. Det har et areal på 5.765 km2
og et befolkningstal på 458.949 (2023) indbyggere.
I 1929 blev der fundet olie og naturgas i Brunei. Det er i dag grundlaget for det lille land, hvor olieproduktion varetages af Brunei Shell Petroleum. Det har medført at landet i dag er et af de rigeste i Asien. I Brunei er der ingen indkomstskat, for de fleste af statens penge kommer fra olieafgifter. Der er desuden et stort velfærdssystem med gratis lægehælp, mad- og boligtilskud. På grund af de gode økonomiske forhold er mange, især kinesere, immigreret til landet.
Brunei styres af en sultan. Siden 1967 har den stenrige islamistiske Hassanal Bolkiah været sultan. Sultanen udvælger et ministerråd, der skal hjælpe ham. Hassanal Bolkiah har indført hårde sharia-straffe som stening og afhugning af lemmer, samt dødsstraf for homoseksuel sex, ved piskning eller stening i april 2019. Det er fra omverdenen blevet kritiseret at ansatte i staten ikke har ret til at være politisk aktive, selv om de statsansatte udgør to tredjedele af befolkningen. Styret kritiseres samtidig for at favorisere lederne. Sultanen er f.eks. en af de rigeste mænd i verden. Denne ekstreme rigdom har vakt utilfredshed blandt indbyggerne, som også gerne vil have bedre levevilkår.
Bortset fra kyststrækningen udgør det meste af landets biotoper tropisk regnskov. Grundlaget for skovene er en årlig middeltemperatur på 26-28 °C og en årlig nedbør på 2.500-5.000 mm. Inde i landet når niveauet (i Gunong Pagon) op til over havoverfladen.